# Purperkapjufferduif
De purperkapjufferduif (Ptilinopus porphyraceus) is een vogel uit de familie Columbidae (duiven). 

## Verspreiding en leefgebied
Deze soort komt voor op de Fiji-eilanden, Tonga en Samoa en telt twee ondersoorten:
- P. p. porphyraceus: Niue, Tonga en de Fiji-eilanden.
- P. p. fasciatus: Samoa.